# Zwangstaufe
Eine Zwangstaufe ist eine Taufe gegen den Willen des Täuflings. In der christlichen Theologie wird die Gültigkeit von Zwangstaufen fast durchgängig bestritten. Trotzdem kam es im Verlauf der Kirchengeschichte aus macht- oder kirchenpolitischen Interessen verschiedentlich zu Zwangstaufen.
Von einer Zwangstaufe zu unterscheiden ist die Kindertaufe. Sie ist innerhalb der christlichen Konfessionen und zwischen ihnen teilweise theologisch umstritten und wird von manchen freikirchlichen Gruppen wie den Taufgesinnten als Zwang gesehen, da sie ohne ausdrückliche Willenserklärung des Täuflings vollzogen wird.

## Geschichte
Nachdem das Christentum – infolge der so genannten konstantinischen Wende – gefördert und Ende des 4. Jahrhunderts Staatsreligion des Römischen Reiches geworden war, begann die Auseinandersetzung über Zwangsmittel, um Nichtchristen zu christianisieren.
Aufgrund der Erfahrungen während der Christenverfolgungen aus der Zeit des frühen Christentums wurde in der christlichen Heidenmission in der frühen Zeit das Instrument der Zwangstaufe nicht angewandt. Stattdessen orientierte sich die Religion des Einzelnen am Religionsbekenntnis des Volks- oder Stammesführers: Wenn ein Volks- oder Stammesführer durch friedliche oder gewaltsame Mittel für das Christentum gewonnen worden war, wurde nicht selten die Taufe von allen Mitgliedern seines Volkes oder Stammes erwartet. Es handelte sich dabei aber nicht um eine Zwangstaufe im eigentlichen Sinn.
Bekannt ist das Instrument der Zwangstaufe teilweise aus der Germanenmission und aus den Sachsenkriegen Karls des Großen, welches aber nicht ohne schwere Kritik und Widerstand stattfand, u. a. vom späteren Abt Alkuin. Nach dem Decretum Gratiani wurde sie 1150 verboten. Der Verzicht auf dieses Mittel bedeutete für den Deutschen Orden eine Rechtfertigung, seine heidnischen Gegner trotz des Gottesfriedens immer wieder zu überfallen. Auch gegenüber Juden wurde die Zwangstaufe bisweilen eingesetzt, insbesondere in der Folge des Alhambra-Edikts 1492 der katholischen Könige Isabella I. von Kastilien und Ferdinand II. von Aragon. In Lateinamerika wurden keine Zwangstaufen durchgeführt. Auf dem Gebiet Paraguays beispielsweise, wo nicht Conquistadores, sondern Jesuiten die Missionierung übernahmen, war die Zwangstaufe nicht vorzufinden.

Zeitgenössischer Bericht über die Zwangstaufe eines Baptistenkindes (1853)

Bis zur Mitte des 19. Jahrhunderts wurden in Deutschland und in Österreich vereinzelt Zwangstaufen durchgeführt. Eltern, die wegen ihrer weltanschaulichen Überzeugung ihre Kinder nicht taufen lassen wollten, zum Beispiel Baptisten und Atheisten, wurden in Einzelfällen unter Androhung empfindlicher Strafen gezwungen, in die Taufe ihrer Kinder einzuwilligen. Verweigerten sie dennoch ihre Zustimmung, ließen die staatskirchlichen Behörden die Kinder amtlich zur Taufe vorführen. Die Eltern hatten nicht nur dieses Verfahren zu bezahlen, sondern wurden darüber hinaus noch mit Gefängnis- und/oder Geldstrafen belegt. Zu den Zwangstaufen im Großherzogtum Oldenburg schreibt Rolf Schäfer:

„[…] fand der Kampf um die Tauflehre nicht mit Hilfe von Argumenten statt – zumal die Baptisten theologisch nicht ernst genommen wurden –, sondern mit den Machtinstrumenten der bürgerlichen Ordnung. Deshalb wurden die Neugeborenen vor 1848 zwangsweise getauft.“